# Tour de la Communauté valencienne 2021
La 72e édition du Tour de la Communauté valencienne (nom officiel : Vuelta Ciclista a la Comunidad Valencia Gran Premio Banc Sabadell) a lieu du 14 au 18 avril 2021, en Espagne, sur un parcours de 715,7 kilomètres. La course fait partie de la Coupe d'Espagne et du calendrier UCI ProSeries en catégorie 2.Pro. 

## Équipes
Quinze équipes participent à la course, quatre UCI WorldTeams, dix UCI ProTeams et trois équipes continentales.
| WorldTeams (4)- Cofidis - Groupama-FDJ - Lotto Soudal - Movistar Team ProTeams (8)- Arkéa-Samsic - B&B Hotels p/b KTM - Bingoal Pauwels Sauces WB - Burgos-BH - Caja Rural-Seguros RGA - Equipo Kern Pharma - Euskaltel-Euskadi - Rally Cycling Équipes continentales (3)- EvoPro Racing - Tarteletto-Isorex - Mg.k Vis VPM |
| |

## Étapes
| Étape     | Date    | Villes étapes             | type                        | Distance (km) | Dénivelé (m) | Vainqueur d'étape | Leader du classement général |
| --------- | ------- | ------------------------- | --------------------------- | ------------- | ------------ | ----------------- | ---------------------------- |
| 1re étape | 14 avr. | Elche – Ondara            | étape de moyenne montagne   | 168,92        | 2 557 m      | Miles Scotson     | Miles Scotson                |
| 2e étape  | 15 avr. | Alicante – Alicante       | étape de plaine             | 177,4         | 1 471 m      | Arnaud Démare     | Miles Scotson                |
| 3e étape  | 16 avr. | Torrent – Fuente la Reina | étape de moyenne montagne   | 164,83        | 3 336 m      | Enric Mas         | Enric Mas                    |
| 4e étape  | 17 avr. | Xilxes – Almenara         | contre-la-montre individuel | 14,4          | 43 m         | Stefan Küng       | Stefan Küng                  |
| 5e étape  | 18 avr. | Paterna – Valence         | étape de plaine             | 91,72         | 664 m        | Arnaud Démare     | Stefan Küng                  |

## Déroulement de la course

### 1reétape
| \| Classement de l'étape \| Classement de l'étape \| Classement de l'étape \| Classement de l'étape \| Classement de l'étape \| \| Coureur \| Coureur \| Pays \| Équipe \| Temps \| \| --------------------- \| --------------------- \| --------------------- \| ------------------------- \| --------------------- \| \| 1er \| Miles Scotson \| Australie \| Groupama-FDJ \| 4 h 14 min 57 s \| \| 2e \| John Degenkolb \| Allemagne \| Lotto-Soudal \| + 28 s \| \| 3e \| Alan Riou \| France \| Arkéa-Samsic \| + 28 s \| \| 4e \| Colin Joyce \| États-Unis \| Rally Cycling \| + 28 s \| \| 5e \| Simone Consonni \| Italie \| Cofidis \| + 28 s \| \| 6e \| Thibault Ferasse \| France \| B&B Hotels p/b KTM \| + 28 s \| \| 7e \| Stefan Küng \| Suisse \| Groupama-FDJ \| + 28 s \| \| 8e \| Franck Bonnamour \| France \| B&B Hotels p/b KTM \| + 28 s \| \| 9e \| Jonathan Lastra \| Espagne \| Caja Rural-Seguros RGA \| + 28 s \| \| 10e \| Rémy Mertz \| Belgique \| Bingoal Pauwels Sauces WB \| + 28 s \| |                  |            |                           |                 |
| |                  |            |                           |                 |
| Source : ProCyclingStats |                  |            |                           |                 |
| Classement de l'étape |                  |            |                           |                 |
| Coureur | Coureur          | Pays       | Équipe                    | Temps           |
| 1er | Miles Scotson    | Australie  | Groupama-FDJ              | 4 h 14 min 57 s |
| 2e | John Degenkolb   | Allemagne  | Lotto-Soudal              | + 28 s          |
| 3e | Alan Riou        | France     | Arkéa-Samsic              | + 28 s          |
| 4e | Colin Joyce      | États-Unis | Rally Cycling             | + 28 s          |
| 5e | Simone Consonni  | Italie     | Cofidis                   | + 28 s          |
| 6e | Thibault Ferasse | France     | B&B Hotels p/b KTM        | + 28 s          |
| 7e | Stefan Küng      | Suisse     | Groupama-FDJ              | + 28 s          |
| 8e | Franck Bonnamour | France     | B&B Hotels p/b KTM        | + 28 s          |
| 9e | Jonathan Lastra  | Espagne    | Caja Rural-Seguros RGA    | + 28 s          |
| 10e | Rémy Mertz       | Belgique   | Bingoal Pauwels Sauces WB | + 28 s          |

| \| Classement général \| Classement général \| Classement général \| Classement général \| Classement général \| \| Coureur \| Coureur \| Pays \| Équipe \| Temps \| \| ------------------ \| ------------------ \| ------------------ \| ------------------ \| ------------------ \| \| 1er \| Miles Scotson \| Australie \| Groupama-FDJ \| 4 h 14 min 47 s \| \| 2e \| John Degenkolb \| Allemagne \| Lotto-Soudal \| + 32 s \| \| 3e \| Alan Riou \| France \| Arkéa-Samsic \| + 34 s \| \| 4e \| Enric Mas \| Espagne \| Movistar Team \| + 35 s \| \| 5e \| Nélson Oliveira \| Portugal \| Movistar Team \| + 36 s \| \| 6e \| Victor Lafay \| France \| Cofidis \| + 37 s \| \| 7e \| Colin Joyce \| États-Unis \| Rally Cycling \| + 38 s \| \| 8e \| Simone Consonni \| Italie \| Cofidis \| + 38 s \| \| 9e \| Thibault Ferasse \| France \| B&B Hotels p/b KTM \| + 38 s \| \| 10e \| Stefan Küng \| Suisse \| Groupama-FDJ \| + 38 s \| |                  |            |                    |                 |
| |                  |            |                    |                 |
| Source : ProCyclingStats |                  |            |                    |                 |
| Classement général |                  |            |                    |                 |
| Coureur | Coureur          | Pays       | Équipe             | Temps           |
| 1er | Miles Scotson    | Australie  | Groupama-FDJ       | 4 h 14 min 47 s |
| 2e | John Degenkolb   | Allemagne  | Lotto-Soudal       | + 32 s          |
| 3e | Alan Riou        | France     | Arkéa-Samsic       | + 34 s          |
| 4e | Enric Mas        | Espagne    | Movistar Team      | + 35 s          |
| 5e | Nélson Oliveira  | Portugal   | Movistar Team      | + 36 s          |
| 6e | Victor Lafay     | France     | Cofidis            | + 37 s          |
| 7e | Colin Joyce      | États-Unis | Rally Cycling      | + 38 s          |
| 8e | Simone Consonni  | Italie     | Cofidis            | + 38 s          |
| 9e | Thibault Ferasse | France     | B&B Hotels p/b KTM | + 38 s          |
| 10e | Stefan Küng      | Suisse     | Groupama-FDJ       | + 38 s          |

### 2eétape
| \| Classement de l'étape \| Classement de l'étape \| Classement de l'étape \| Classement de l'étape \| Classement de l'étape \| \| Coureur \| Coureur \| Pays \| Équipe \| Temps \| \| --------------------- \| --------------------- \| --------------------- \| ------------------------- \| --------------------- \| \| 1er \| Arnaud Démare \| France \| Groupama-FDJ \| 4 h 09 min 23 s \| \| 2e \| Timothy Dupont \| Belgique \| Bingoal Pauwels Sauces WB \| + 0 s \| \| 3e \| Caleb Ewan \| Australie \| Lotto-Soudal \| + 0 s \| \| 4e \| Simone Consonni \| Italie \| Cofidis \| + 0 s \| \| 5e \| Sebastián Mora \| Espagne \| Movistar Team \| + 0 s \| \| 6e \| Jacopo Guarnieri \| Italie \| Groupama-FDJ \| + 0 s \| \| 7e \| Edwin Ávila \| Colombie \| Burgos-BH \| + 0 s \| \| 8e \| Colin Joyce \| États-Unis \| Rally Cycling \| + 0 s \| \| 9e \| Felipe Orts \| Espagne \| Burgos-BH \| + 0 s \| \| 10e \| Gil D'Heygere \| Belgique \| Tarteletto-Isorex \| + 0 s \| |                  |            |                           |                 |
| |                  |            |                           |                 |
| Source : ProCyclingStats |                  |            |                           |                 |
| Classement de l'étape |                  |            |                           |                 |
| Coureur | Coureur          | Pays       | Équipe                    | Temps           |
| 1er | Arnaud Démare    | France     | Groupama-FDJ              | 4 h 09 min 23 s |
| 2e | Timothy Dupont   | Belgique   | Bingoal Pauwels Sauces WB | + 0 s           |
| 3e | Caleb Ewan       | Australie  | Lotto-Soudal              | + 0 s           |
| 4e | Simone Consonni  | Italie     | Cofidis                   | + 0 s           |
| 5e | Sebastián Mora   | Espagne    | Movistar Team             | + 0 s           |
| 6e | Jacopo Guarnieri | Italie     | Groupama-FDJ              | + 0 s           |
| 7e | Edwin Ávila      | Colombie   | Burgos-BH                 | + 0 s           |
| 8e | Colin Joyce      | États-Unis | Rally Cycling             | + 0 s           |
| 9e | Felipe Orts      | Espagne    | Burgos-BH                 | + 0 s           |
| 10e | Gil D'Heygere    | Belgique   | Tarteletto-Isorex         | + 0 s           |

| \| Classement général \| Classement général \| Classement général \| Classement général \| Classement général \| \| Coureur \| Coureur \| Pays \| Équipe \| Temps \| \| ------------------ \| ------------------ \| ------------------ \| ------------------ \| ------------------ \| \| 1er \| Miles Scotson \| Australie \| Groupama-FDJ \| 8 h 24 min 10 s \| \| 2e \| John Degenkolb \| Allemagne \| Lotto-Soudal \| + 32 s \| \| 3e \| Alan Riou \| France \| Arkéa-Samsic \| + 34 s \| \| 4e \| Enric Mas \| Espagne \| Movistar Team \| + 35 s \| \| 5e \| Nélson Oliveira \| Portugal \| Movistar Team \| + 36 s \| \| 6e \| Victor Lafay \| France \| Cofidis \| + 37 s \| \| 7e \| Simone Consonni \| Italie \| Cofidis \| + 38 s \| \| 8e \| Colin Joyce \| États-Unis \| Rally Cycling \| + 38 s \| \| 9e \| Matîs Louvel \| France \| Arkéa-Samsic \| + 38 s \| \| 10e \| Franck Bonnamour \| France \| B&B Hotels p/b KTM \| + 38 s \| |                  |            |                    |                 |
| |                  |            |                    |                 |
| Source : ProCyclingStats |                  |            |                    |                 |
| Classement général |                  |            |                    |                 |
| Coureur | Coureur          | Pays       | Équipe             | Temps           |
| 1er | Miles Scotson    | Australie  | Groupama-FDJ       | 8 h 24 min 10 s |
| 2e | John Degenkolb   | Allemagne  | Lotto-Soudal       | + 32 s          |
| 3e | Alan Riou        | France     | Arkéa-Samsic       | + 34 s          |
| 4e | Enric Mas        | Espagne    | Movistar Team      | + 35 s          |
| 5e | Nélson Oliveira  | Portugal   | Movistar Team      | + 36 s          |
| 6e | Victor Lafay     | France     | Cofidis            | + 37 s          |
| 7e | Simone Consonni  | Italie     | Cofidis            | + 38 s          |
| 8e | Colin Joyce      | États-Unis | Rally Cycling      | + 38 s          |
| 9e | Matîs Louvel     | France     | Arkéa-Samsic       | + 38 s          |
| 10e | Franck Bonnamour | France     | B&B Hotels p/b KTM | + 38 s          |

### 3eétape
| \| Classement de l'étape \| Classement de l'étape \| Classement de l'étape \| Classement de l'étape \| Classement de l'étape \| \| Coureur \| Coureur \| Pays \| Équipe \| Temps \| \| --------------------- \| --------------------- \| --------------------- \| ------------------------- \| --------------------- \| \| 1er \| Enric Mas \| Espagne \| Movistar Team \| 4 h 11 min 47 s \| \| 2e \| Victor Lafay \| France \| Cofidis \| + 2 s \| \| 3e \| Élie Gesbert \| France \| Arkéa-Samsic \| + 8 s \| \| 4e \| Luis Ángel Maté \| Espagne \| Euskaltel-Euskadi \| + 29 s \| \| 5e \| Gotzon Martín \| Espagne \| Euskaltel-Euskadi \| + 31 s \| \| 6e \| Rémy Mertz \| Belgique \| Bingoal Pauwels Sauces WB \| + 31 s \| \| 7e \| Nélson Oliveira \| Portugal \| Movistar Team \| + 35 s \| \| 8e \| Rémy Rochas \| France \| Cofidis \| + 38 s \| \| 9e \| Stefan Küng \| Suisse \| Groupama-FDJ \| + 38 s \| \| 10e \| Mikel Iturria \| Espagne \| Euskaltel-Euskadi \| + 1 min 33 s \| |                 |          |                           |                 |
| |                 |          |                           |                 |
| Source : ProCyclingStats |                 |          |                           |                 |
| Classement de l'étape |                 |          |                           |                 |
| Coureur | Coureur         | Pays     | Équipe                    | Temps           |
| 1er | Enric Mas       | Espagne  | Movistar Team             | 4 h 11 min 47 s |
| 2e | Victor Lafay    | France   | Cofidis                   | + 2 s           |
| 3e | Élie Gesbert    | France   | Arkéa-Samsic              | + 8 s           |
| 4e | Luis Ángel Maté | Espagne  | Euskaltel-Euskadi         | + 29 s          |
| 5e | Gotzon Martín   | Espagne  | Euskaltel-Euskadi         | + 31 s          |
| 6e | Rémy Mertz      | Belgique | Bingoal Pauwels Sauces WB | + 31 s          |
| 7e | Nélson Oliveira | Portugal | Movistar Team             | + 35 s          |
| 8e | Rémy Rochas     | France   | Cofidis                   | + 38 s          |
| 9e | Stefan Küng     | Suisse   | Groupama-FDJ              | + 38 s          |
| 10e | Mikel Iturria   | Espagne  | Euskaltel-Euskadi         | + 1 min 33 s    |

| \| Classement général \| Classement général \| Classement général \| Classement général \| Classement général \| \| Coureur \| Coureur \| Pays \| Équipe \| Temps \| \| ------------------ \| ------------------ \| ------------------ \| ------------------------- \| ------------------ \| \| 1er \| Enric Mas \| Espagne \| Movistar Team \| 12 h 36 min 22 s \| \| 2e \| Victor Lafay \| France \| Cofidis \| + 8 s \| \| 3e \| Élie Gesbert \| France \| Arkéa-Samsic \| + 17 s \| \| 4e \| Luis Ángel Maté \| Espagne \| Euskaltel-Euskadi \| + 42 s \| \| 5e \| Rémy Mertz \| Belgique \| Bingoal Pauwels Sauces WB \| + 44 s \| \| 6e \| Nélson Oliveira \| Portugal \| Movistar Team \| + 46 s \| \| 7e \| Stefan Küng \| Suisse \| Groupama-FDJ \| + 51 s \| \| 8e \| Rémy Rochas \| France \| Cofidis \| + 51 s \| \| 9e \| Jonathan Lastra \| Espagne \| Caja Rural-Seguros RGA \| + 1 min 48 s \| \| 10e \| Gotzon Martín \| Espagne \| Euskaltel-Euskadi \| + 1 min 55 s \| |                 |          |                           |                  |
| |                 |          |                           |                  |
| Source : ProCyclingStats |                 |          |                           |                  |
| Classement général |                 |          |                           |                  |
| Coureur | Coureur         | Pays     | Équipe                    | Temps            |
| 1er | Enric Mas       | Espagne  | Movistar Team             | 12 h 36 min 22 s |
| 2e | Victor Lafay    | France   | Cofidis                   | + 8 s            |
| 3e | Élie Gesbert    | France   | Arkéa-Samsic              | + 17 s           |
| 4e | Luis Ángel Maté | Espagne  | Euskaltel-Euskadi         | + 42 s           |
| 5e | Rémy Mertz      | Belgique | Bingoal Pauwels Sauces WB | + 44 s           |
| 6e | Nélson Oliveira | Portugal | Movistar Team             | + 46 s           |
| 7e | Stefan Küng     | Suisse   | Groupama-FDJ              | + 51 s           |
| 8e | Rémy Rochas     | France   | Cofidis                   | + 51 s           |
| 9e | Jonathan Lastra | Espagne  | Caja Rural-Seguros RGA    | + 1 min 48 s     |
| 10e | Gotzon Martín   | Espagne  | Euskaltel-Euskadi         | + 1 min 55 s     |

### 4eétape
| \| Classement de l'étape \| Classement de l'étape \| Classement de l'étape \| Classement de l'étape \| Classement de l'étape \| \| Coureur \| Coureur \| Pays \| Équipe \| Temps \| \| --------------------- \| --------------------- \| --------------------- \| --------------------- \| --------------------- \| \| 1er \| Stefan Küng \| Suisse \| Groupama-FDJ \| 16 min 12 s \| \| 2e \| Nélson Oliveira \| Portugal \| Movistar Team \| + 11 s \| \| 3e \| Thibault Guernalec \| France \| Arkéa-Samsic \| + 40 s \| \| 4e \| Miles Scotson \| Australie \| Groupama-FDJ \| + 41 s \| \| 5e \| Arnaud Démare \| France \| Groupama-FDJ \| + 1 min 03 s \| \| 6e \| Matîs Louvel \| France \| Arkéa-Samsic \| + 1 min 08 s \| \| 7e \| Sebastián Mora \| Espagne \| Movistar Team \| + 1 min 09 s \| \| 8e \| Alan Riou \| France \| Arkéa-Samsic \| + 1 min 12 s \| \| 9e \| Xabier Mikel Azparren \| Espagne \| Euskaltel-Euskadi \| + 1 min 13 s \| \| 10e \| Diego López \| Espagne \| Equipo Kern Pharma \| + 1 min 14 s \| |                       |           |                    |              |
| |                       |           |                    |              |
| Source : ProCyclingStats |                       |           |                    |              |
| Classement de l'étape |                       |           |                    |              |
| Coureur | Coureur               | Pays      | Équipe             | Temps        |
| 1er | Stefan Küng           | Suisse    | Groupama-FDJ       | 16 min 12 s  |
| 2e | Nélson Oliveira       | Portugal  | Movistar Team      | + 11 s       |
| 3e | Thibault Guernalec    | France    | Arkéa-Samsic       | + 40 s       |
| 4e | Miles Scotson         | Australie | Groupama-FDJ       | + 41 s       |
| 5e | Arnaud Démare         | France    | Groupama-FDJ       | + 1 min 03 s |
| 6e | Matîs Louvel          | France    | Arkéa-Samsic       | + 1 min 08 s |
| 7e | Sebastián Mora        | Espagne   | Movistar Team      | + 1 min 09 s |
| 8e | Alan Riou             | France    | Arkéa-Samsic       | + 1 min 12 s |
| 9e | Xabier Mikel Azparren | Espagne   | Euskaltel-Euskadi  | + 1 min 13 s |
| 10e | Diego López           | Espagne   | Equipo Kern Pharma | + 1 min 14 s |

| \| Classement général \| Classement général \| Classement général \| Classement général \| Classement général \| \| Coureur \| Coureur \| Pays \| Équipe \| Temps \| \| ------------------ \| ------------------ \| ------------------ \| ------------------------- \| ------------------ \| \| 1er \| Stefan Küng \| Suisse \| Groupama-FDJ \| 12 h 53 min 25 s \| \| 2e \| Nélson Oliveira \| Portugal \| Movistar Team \| + 6 s \| \| 3e \| Enric Mas \| Espagne \| Movistar Team \| + 36 s \| \| 4e \| Victor Lafay \| France \| Cofidis \| + 45 s \| \| 5e \| Élie Gesbert \| France \| Arkéa-Samsic \| + 1 min 01 s \| \| 6e \| Luis Ángel Maté \| Espagne \| Euskaltel-Euskadi \| + 1 min 37 s \| \| 7e \| Rémy Mertz \| Belgique \| Bingoal Pauwels Sauces WB \| + 1 min 53 s \| \| 8e \| Rémy Rochas \| France \| Cofidis \| + 2 min 03 s \| \| 9e \| Miles Scotson \| Australie \| Groupama-FDJ \| + 2 min 26 s \| \| 10e \| Matîs Louvel \| France \| Arkéa-Samsic \| + 2 min 43 s \| |                 |           |                           |                  |
| |                 |           |                           |                  |
| Source : ProCyclingStats |                 |           |                           |                  |
| Classement général |                 |           |                           |                  |
| Coureur | Coureur         | Pays      | Équipe                    | Temps            |
| 1er | Stefan Küng     | Suisse    | Groupama-FDJ              | 12 h 53 min 25 s |
| 2e | Nélson Oliveira | Portugal  | Movistar Team             | + 6 s            |
| 3e | Enric Mas       | Espagne   | Movistar Team             | + 36 s           |
| 4e | Victor Lafay    | France    | Cofidis                   | + 45 s           |
| 5e | Élie Gesbert    | France    | Arkéa-Samsic              | + 1 min 01 s     |
| 6e | Luis Ángel Maté | Espagne   | Euskaltel-Euskadi         | + 1 min 37 s     |
| 7e | Rémy Mertz      | Belgique  | Bingoal Pauwels Sauces WB | + 1 min 53 s     |
| 8e | Rémy Rochas     | France    | Cofidis                   | + 2 min 03 s     |
| 9e | Miles Scotson   | Australie | Groupama-FDJ              | + 2 min 26 s     |
| 10e | Matîs Louvel    | France    | Arkéa-Samsic              | + 2 min 43 s     |

### 5eétape
| \| Classement de l'étape \| Classement de l'étape \| Classement de l'étape \| Classement de l'étape \| Classement de l'étape \| \| Coureur \| Coureur \| Pays \| Équipe \| Temps \| \| --------------------- \| --------------------- \| --------------------- \| ------------------------- \| --------------------- \| \| 1er \| Arnaud Démare \| France \| Groupama-FDJ \| 1 h 56 min 25 s \| \| 2e \| Jon Aberasturi \| Espagne \| Caja Rural-Seguros RGA \| + 0 s \| \| 3e \| Timothy Dupont \| Belgique \| Bingoal Pauwels Sauces WB \| + 0 s \| \| 4e \| Simone Consonni \| Italie \| Cofidis \| + 0 s \| \| 5e \| Colin Joyce \| États-Unis \| Rally Cycling \| + 0 s \| \| 6e \| Caleb Ewan \| Australie \| Lotto-Soudal \| + 0 s \| \| 7e \| Alex Molenaar \| Pays-Bas \| Burgos-BH \| + 0 s \| \| 8e \| Bram Welten \| Pays-Bas \| Arkéa-Samsic \| + 0 s \| \| 9e \| Gerben Thijssen \| Belgique \| Lotto-Soudal \| + 0 s \| \| 10e \| Francesco Di Felice \| Italie \| MG.K Vis VPM \| + 0 s \| |                     |            |                           |                 |
| |                     |            |                           |                 |
| Source : ProCyclingStats |                     |            |                           |                 |
| Classement de l'étape |                     |            |                           |                 |
| Coureur | Coureur             | Pays       | Équipe                    | Temps           |
| 1er | Arnaud Démare       | France     | Groupama-FDJ              | 1 h 56 min 25 s |
| 2e | Jon Aberasturi      | Espagne    | Caja Rural-Seguros RGA    | + 0 s           |
| 3e | Timothy Dupont      | Belgique   | Bingoal Pauwels Sauces WB | + 0 s           |
| 4e | Simone Consonni     | Italie     | Cofidis                   | + 0 s           |
| 5e | Colin Joyce         | États-Unis | Rally Cycling             | + 0 s           |
| 6e | Caleb Ewan          | Australie  | Lotto-Soudal              | + 0 s           |
| 7e | Alex Molenaar       | Pays-Bas   | Burgos-BH                 | + 0 s           |
| 8e | Bram Welten         | Pays-Bas   | Arkéa-Samsic              | + 0 s           |
| 9e | Gerben Thijssen     | Belgique   | Lotto-Soudal              | + 0 s           |
| 10e | Francesco Di Felice | Italie     | MG.K Vis VPM              | + 0 s           |

## Classements finals

### Classement général final
| \| Classement général \| Classement général \| Classement général \| Classement général \| Classement général \| \| Coureur \| Coureur \| Pays \| Équipe \| Temps \| \| ------------------ \| ------------------ \| ------------------ \| ------------------------- \| ------------------ \| \| 1er \| Stefan Küng \| Suisse \| Groupama-FDJ \| 14 h 49 min 50 s \| \| 2e \| Nélson Oliveira \| Portugal \| Movistar Team \| + 6 s \| \| 3e \| Enric Mas \| Espagne \| Movistar Team \| + 36 s \| \| 4e \| Victor Lafay \| France \| Cofidis \| + 45 s \| \| 5e \| Élie Gesbert \| France \| Arkéa-Samsic \| + 1 min 01 s \| \| 6e \| Luis Ángel Maté \| Espagne \| Euskaltel-Euskadi \| + 1 min 37 s \| \| 7e \| Rémy Mertz \| Belgique \| Bingoal Pauwels Sauces WB \| + 1 min 53 s \| \| 8e \| Rémy Rochas \| France \| Cofidis \| + 2 min 03 s \| \| 9e \| Miles Scotson \| Australie \| Groupama-FDJ \| + 2 min 26 s \| \| 10e \| Matîs Louvel \| France \| Arkéa-Samsic \| + 2 min 43 s \| |                 |           |                           |                  |
| |                 |           |                           |                  |
| Source : ProCyclingStats |                 |           |                           |                  |
| Classement général |                 |           |                           |                  |
| Coureur | Coureur         | Pays      | Équipe                    | Temps            |
| 1er | Stefan Küng     | Suisse    | Groupama-FDJ              | 14 h 49 min 50 s |
| 2e | Nélson Oliveira | Portugal  | Movistar Team             | + 6 s            |
| 3e | Enric Mas       | Espagne   | Movistar Team             | + 36 s           |
| 4e | Victor Lafay    | France    | Cofidis                   | + 45 s           |
| 5e | Élie Gesbert    | France    | Arkéa-Samsic              | + 1 min 01 s     |
| 6e | Luis Ángel Maté | Espagne   | Euskaltel-Euskadi         | + 1 min 37 s     |
| 7e | Rémy Mertz      | Belgique  | Bingoal Pauwels Sauces WB | + 1 min 53 s     |
| 8e | Rémy Rochas     | France    | Cofidis                   | + 2 min 03 s     |
| 9e | Miles Scotson   | Australie | Groupama-FDJ              | + 2 min 26 s     |
| 10e | Matîs Louvel    | France    | Arkéa-Samsic              | + 2 min 43 s     |

### Classements annexes finals
| Classement par points | Classement par points | Classement par points | Classement par points     | Classement par points |
| Coureur               | Coureur               | Pays                  | Équipe                    | Points                |
| --------------------- | --------------------- | --------------------- | ------------------------- | --------------------- |
| 1er                   | Arnaud Démare         | France                | Groupama-FDJ              | 62 pts                |
| 2e                    | Stefan Küng           | Suisse                | Groupama-FDJ              | 41 pts                |
| 3e                    | Simone Consonni       | Italie                | Cofidis                   | 40 pts                |
| 4e                    | Miles Scotson         | Australie             | Groupama-FDJ              | 39 pts                |
| 5e                    | Timothy Dupont        | Belgique              | Bingoal Pauwels Sauces WB | 36 pts                |
| 6e                    | Colin Joyce           | États-Unis            | Rally Cycling             | 34 pts                |
| 7e                    | Nélson Oliveira       | Portugal              | Movistar Team             | 31 pts                |
| 8e                    | Enric Mas             | Espagne               | Movistar Team             | 30 pts                |
| 9e                    | Caleb Ewan            | Australie             | Lotto-Soudal              | 26 pts                |
| 10e                   | Alan Riou             | France                | Arkéa-Samsic              | 24 pts                |

| Classement par points | Classement par points | Classement par points | Classement par points     | Classement par points |
| Coureur               | Coureur               | Pays                  | Équipe                    | Points                |
| --------------------- | --------------------- | --------------------- | ------------------------- | --------------------- |
| 1er                   | Arnaud Démare         | France                | Groupama-FDJ              | 62 pts                |
| 2e                    | Stefan Küng           | Suisse                | Groupama-FDJ              | 41 pts                |
| 3e                    | Simone Consonni       | Italie                | Cofidis                   | 40 pts                |
| 4e                    | Miles Scotson         | Australie             | Groupama-FDJ              | 39 pts                |
| 5e                    | Timothy Dupont        | Belgique              | Bingoal Pauwels Sauces WB | 36 pts                |
| 6e                    | Colin Joyce           | États-Unis            | Rally Cycling             | 34 pts                |
| 7e                    | Nélson Oliveira       | Portugal              | Movistar Team             | 31 pts                |
| 8e                    | Enric Mas             | Espagne               | Movistar Team             | 30 pts                |
| 9e                    | Caleb Ewan            | Australie             | Lotto-Soudal              | 26 pts                |
| 10e                   | Alan Riou             | France                | Arkéa-Samsic              | 24 pts                |

| Classement de la montagne | Classement de la montagne | Classement de la montagne | Classement de la montagne | Classement de la montagne |
| Coureur                   | Coureur                   | Pays                      | Équipe                    | Points                    |
| ------------------------- | ------------------------- | ------------------------- | ------------------------- | ------------------------- |
| 1er                       | Ibon Ruiz                 | Espagne                   | Equipo Kern Pharma        | 30 pts                    |
| 2e                        | Enric Mas                 | Espagne                   | Movistar Team             | 12 pts                    |
| 3e                        | Victor Lafay              | France                    | Cofidis                   | 8 pts                     |
| 4e                        | Lennert Teugels           | Belgique                  | Tarteletto-Isorex         | 8 pts                     |
| 5e                        | Stephen Bassett           | États-Unis                | Rally Cycling             | 6 pts                     |
| 6e                        | Mikel Iturria             | Espagne                   | Euskaltel-Euskadi         | 4 pts                     |
| 7e                        | Thibault Guernalec        | France                    | Arkéa-Samsic              | 4 pts                     |
| 8e                        | Ángel Madrazo             | Espagne                   | Burgos-BH                 | 4 pts                     |
| 9e                        | Rémy Rochas               | France                    | Cofidis                   | 3 pts                     |
| 10e                       | Unai Cuadrado             | Espagne                   | Euskaltel-Euskadi         | 3 pts                     |

| Classement de la montagne | Classement de la montagne | Classement de la montagne | Classement de la montagne | Classement de la montagne |
| Coureur                   | Coureur                   | Pays                      | Équipe                    | Points                    |
| ------------------------- | ------------------------- | ------------------------- | ------------------------- | ------------------------- |
| 1er                       | Ibon Ruiz                 | Espagne                   | Equipo Kern Pharma        | 30 pts                    |
| 2e                        | Enric Mas                 | Espagne                   | Movistar Team             | 12 pts                    |
| 3e                        | Victor Lafay              | France                    | Cofidis                   | 8 pts                     |
| 4e                        | Lennert Teugels           | Belgique                  | Tarteletto-Isorex         | 8 pts                     |
| 5e                        | Stephen Bassett           | États-Unis                | Rally Cycling             | 6 pts                     |
| 6e                        | Mikel Iturria             | Espagne                   | Euskaltel-Euskadi         | 4 pts                     |
| 7e                        | Thibault Guernalec        | France                    | Arkéa-Samsic              | 4 pts                     |
| 8e                        | Ángel Madrazo             | Espagne                   | Burgos-BH                 | 4 pts                     |
| 9e                        | Rémy Rochas               | France                    | Cofidis                   | 3 pts                     |
| 10e                       | Unai Cuadrado             | Espagne                   | Euskaltel-Euskadi         | 3 pts                     |

| Classement du meilleur jeune | Classement du meilleur jeune | Classement du meilleur jeune | Classement du meilleur jeune | Classement du meilleur jeune |
| Coureur                      | Coureur                      | Pays                         | Équipe                       | Temps                        |
| ---------------------------- | ---------------------------- | ---------------------------- | ---------------------------- | ---------------------------- |
| 1er                          | Victor Lafay                 | France                       | Cofidis                      | 14 h 50 min 35 s             |
| 2e                           | Rémy Rochas                  | France                       | Cofidis                      | + 1 min 18 s                 |
| 3e                           | Matîs Louvel                 | France                       | Arkéa-Samsic                 | + 1 min 58 s                 |
| 4e                           | Diego López                  | Espagne                      | Equipo Kern Pharma           | + 2 min 02 s                 |
| 5e                           | Savva Novikov                | Russie                       | Equipo Kern Pharma           | + 2 min 13 s                 |
| 6e                           | Abner González               | Porto Rico                   | Movistar Team                | + 2 min 35 s                 |
| 7e                           | Gotzon Martín                | Espagne                      | Euskaltel-Euskadi            | + 2 min 45 s                 |
| 8e                           | Juan Diego Alba              | Colombie                     | Movistar Team                | + 3 min 30 s                 |
| 9e                           | Jefferson Cepeda             | Équateur                     | Caja Rural-Seguros RGA       | + 3 min 51 s                 |
| 10e                          | Jordi López                  | Espagne                      | Equipo Kern Pharma           | + 4 min 54 s                 |

| Classement du meilleur jeune | Classement du meilleur jeune | Classement du meilleur jeune | Classement du meilleur jeune | Classement du meilleur jeune |
| Coureur                      | Coureur                      | Pays                         | Équipe                       | Temps                        |
| ---------------------------- | ---------------------------- | ---------------------------- | ---------------------------- | ---------------------------- |
| 1er                          | Victor Lafay                 | France                       | Cofidis                      | 14 h 50 min 35 s             |
| 2e                           | Rémy Rochas                  | France                       | Cofidis                      | + 1 min 18 s                 |
| 3e                           | Matîs Louvel                 | France                       | Arkéa-Samsic                 | + 1 min 58 s                 |
| 4e                           | Diego López                  | Espagne                      | Equipo Kern Pharma           | + 2 min 02 s                 |
| 5e                           | Savva Novikov                | Russie                       | Equipo Kern Pharma           | + 2 min 13 s                 |
| 6e                           | Abner González               | Porto Rico                   | Movistar Team                | + 2 min 35 s                 |
| 7e                           | Gotzon Martín                | Espagne                      | Euskaltel-Euskadi            | + 2 min 45 s                 |
| 8e                           | Juan Diego Alba              | Colombie                     | Movistar Team                | + 3 min 30 s                 |
| 9e                           | Jefferson Cepeda             | Équateur                     | Caja Rural-Seguros RGA       | + 3 min 51 s                 |
| 10e                          | Jordi López                  | Espagne                      | Equipo Kern Pharma           | + 4 min 54 s                 |

| Classement par équipes | Classement par équipes    | Classement par équipes | Classement par équipes |
| Équipe                 | Équipe                    | Pays                   | Temps                  |
| ---------------------- | ------------------------- | ---------------------- | ---------------------- |
| 1re                    | Movistar Team             | Espagne                | 44 h 33 min 03 s       |
| 2e                     | Groupama-FDJ              | France                 | + 4 min 06 s           |
| 3e                     | Euskaltel-Euskadi         | Espagne                | + 4 min 30 s           |
| 4e                     | Equipo Kern Pharma        | Espagne                | + 5 min 48 s           |
| 5e                     | Arkéa-Samsic              | France                 | + 5 min 51 s           |
| 6e                     | Bingoal Pauwels Sauces WB | Belgique               | + 8 min 58 s           |
| 7e                     | Cofidis                   | France                 | + 12 min 19 s          |
| 8e                     | Burgos-BH                 | Espagne                | + 13 min 32 s          |
| 9e                     | Rally Cycling             | États-Unis             | + 23 min 14 s          |
| 10e                    | B&B Hotels p/b KTM        | France                 | + 23 min 49 s          |

| Classement par équipes | Classement par équipes    | Classement par équipes | Classement par équipes |
| Équipe                 | Équipe                    | Pays                   | Temps                  |
| ---------------------- | ------------------------- | ---------------------- | ---------------------- |
| 1re                    | Movistar Team             | Espagne                | 44 h 33 min 03 s       |
| 2e                     | Groupama-FDJ              | France                 | + 4 min 06 s           |
| 3e                     | Euskaltel-Euskadi         | Espagne                | + 4 min 30 s           |
| 4e                     | Equipo Kern Pharma        | Espagne                | + 5 min 48 s           |
| 5e                     | Arkéa-Samsic              | France                 | + 5 min 51 s           |
| 6e                     | Bingoal Pauwels Sauces WB | Belgique               | + 8 min 58 s           |
| 7e                     | Cofidis                   | France                 | + 12 min 19 s          |
| 8e                     | Burgos-BH                 | Espagne                | + 13 min 32 s          |
| 9e                     | Rally Cycling             | États-Unis             | + 23 min 14 s          |
| 10e                    | B&B Hotels p/b KTM        | France                 | + 23 min 49 s          |

### Classement UCI
La course attribue des points au Classement mondial UCI 2021 selon le barème suivant.
| Position           | 1er | 2e  | 3e  | 4e  | 5e | 6e | 7e | 8e | 9e | 10e | 11e | 12e | 13e | 14e | 15e | 16e à 30e | 31e à 40e |
| Classement général | 200 | 150 | 125 | 100 | 85 | 70 | 60 | 50 | 40 | 35  | 30  | 25  | 20  | 15  | 10  | 5         | 3         |
| Par étape          | 20  | 10  | 5   |     |    |    |    |    |    |     |     |     |     |     |     |           |           |
| Leader, par étape  | 5   |     |     |     |    |    |    |    |    |     |     |     |     |     |     |           |           |

## Évolution des classements
| Étape              | Vainqueur          | Classement général | Classement par points | Classement de la montagne | Classement du meilleur jeune | Classement par équipes |
| ------------------ | ------------------ | ------------------ | --------------------- | ------------------------- | ---------------------------- | ---------------------- |
| 1                  | Miles Scotson      | Miles Scotson      | Miles Scotson         | Ibon Ruiz                 | Alan Riou                    | Groupama-FDJ           |
| 2                  | Arnaud Démare      | Miles Scotson      | Simone Consonni       | Ibon Ruiz                 | Alan Riou                    | Groupama-FDJ           |
| 3                  | Enric Mas          | Enric Mas          | Enric Mas             | Ibon Ruiz                 | Victor Lafay                 | Movistar               |
| 4                  | Stefan Küng        | Stefan Küng        | Stefan Küng           | Ibon Ruiz                 | Victor Lafay                 | Movistar               |
| 5                  | Arnaud Démare      | Stefan Küng        | Arnaud Démare         | Ibon Ruiz                 | Victor Lafay                 | Movistar               |
| Classements finals | Classements finals | Stefan Küng        | Arnaud Démare         | Ibon Ruiz                 | Victor Lafay                 | Movistar               |